# ハウコム
株式会社ハウコム（英文表記:HOWCOM Co., Ltd.)は、かつて存在したPERSOL（パーソル）グループ傘下の日本の企業。ヘルプデスクの構築・運営やコールセンターの運営を主業務としていた。本社は神奈川県川崎市川崎区東田町2-11に置いていた。

## 概要
1996年10月に設立。日本IBM社員向けヘルプデスクサポートを中心に事業を拡大し、企業の社内ITヘルプデスク業務・コールセンター事業を中心に各種ITサポート、IT運用・コンサルティング事業に特化していた。川崎市と宮崎市、東京都港区、佐世保市に拠点を構え、クライアント企業の拠点に常駐してのオンサイトサポート、また各アウトソーシングセンターを活用したコストパフォーマンスの高いサービスデスクの運用を中心に、顧客のニーズに合わせたサービスを提供していた。
2018年10月に株式会社日本アイデックスに吸収合併され、パーソルワークスデザイン株式会社となった。

## 沿革
- 1996年10月　ハウコム設立　日本IBMグループ社員向けヘルプデスクサポート開始　IBMアウトソーシングビジネス開始
- 2000年1月　センター構築事業開始　日本IBM沖縄コールセンター開設支援
- 2002年2月　教育事業開始　テンプスタッフ(株)（現：パーソルテンプスタッフ(株)）と教育事業開始　HDI-Japanのトレーニングパートナーとなる
- 2002年2月　HDI国際認定オーディター取得（平林社長）
- 2002年4月　公共事業開始　ソラン九州(株)と共同で宮崎県庁ヘルプデスク運営
- 2002年10月　自社センター設立（宮崎市）
- 2003年4月　HDI事業開始　ヘルプデスクサミットin宮崎開催
- 2003年10月　医療（電子カルテ）・介護ビジネスサポート開始
- 2004年1月　NTT東日本アウトソーシングビジネス開始
- 2004年9月　ITILビジネス開始　特定非営利活動法人　itSMF Japan　加入
- 2005年10月　プライバシーマーク取得
- 2007年2月　情報セキュリティマネジメントシステム（ISMS）取得 (ISO / IEC 27001: 2005)
- 2008年9月　サービスデスク運用開始（宮崎センター）
- 2009年10月　HDI-Japanのストラテジックパートナーとなる
- 2010年6月　テンプスタッフ資本傘下入りする
- 2011年10月　宮崎センターを拡張移転。宮崎アウトソーシングセンター(OSC)と名称を変更
- 2012年9月　宮崎OSC（アウトソーシングセンター）が日経ニューオフィス賞を受賞
- 2013年6月　資本金を3億3000万円へ増資
- 2015年12月　芝OSC（アウトソーシングセンター）開設
- 2016年4月　呉OSC（アウトソーシングセンター）準備室開設
- 2016年4月　宮崎OSC（アウトソーシングセンター）増床
- 2017年3月　佐世保OSC（アウトソーシングセンター）開設
- 2018年10月　株式会社日本アイデックスに吸収合併され、解散。同社は同時にパーソルワークスデザイン株式会社へ商号変更[1]